# 赤松義雅
赤松義雅（日语：／ Akamatsu Yoshimasa，1397年—1441年10月3日）是日本室町時代中期武將，赤松滿祐之弟。

## 生涯
永享4年（1432年）9月，越智維通在大和生事，筒井良舜便請求室町幕府支援，義雅則奉其兄之命在11月30日與畠山持國一同率兵攻佔越智的箸尾城，但是回程期間遭到野武士突襲，60名家臣戰死，義雅自己亦受傷。
永享12年（1440年）3月17日，第6任將軍足利義教下令沒收義雅全部領地，改為從其兄滿祐、赤松貞村和細川持賢的領地中各自分割一部份給予滿祐。此舉源於義教干涉有力的守護大名的政策，同時卻讓滿祐對義教的不滿與日俱增。
嘉吉元年（1441年）6月24日，滿祐暗殺義教的嘉吉之亂爆發，由於當時義雅身在播磨，因此對於滿祐和弟弟赤松則繁聯手暗殺義教一事毫不知情。然而，由於事後滿祐燒毀義雅在一條町屋的屋敷，義雅亦未有承認或否認自己是滿祐的親弟，因此幕府認定他與滿祐為合謀。其後，以山名宗全為主力的幕府軍出兵攻打赤松氏，義雅則奉滿祐之命在但馬口迎擊，但是在8月30日戰敗，返回赤松家居城城山城固守。9月9日夜晚，幕府軍勢如破竹，義雅便帶同其子千代丸（後來的赤松時勝）逃出城外，投降於站在幕府方面的同族赤松滿政。不過，由於義雅是暗殺將軍一事主謀的近親，因而未有被赦免，其後將千代丸托付給滿政後自殺，享年45歲。辭世句為「憂心忡忡四十多年，歲月與花和紅葉凋零散落。」。後來，時勝早死，由義雅之孫赤松政則復興赤松家。